# Mindig nyár
A Mindig nyár (Summerland) egy amerikai filmsorozat, amely 2004-ben készült. Magyarországon először a Viasat 3, majd pedig a FEM3 vetítette.

## Történet
Ava Gregory egy valódi kaliforniai álomban él. 30-as évei közepén járva divattervezőként dolgozik a világ egyik vezető divatházában, hogy egyszer megvalósíthassa az álmát: saját márkát hozzon létre. Azonban egy nap testvére és sógora egy balesetben életüket vesztik, és három gyerekük, Bradin, Nikki és Derrick Avara marad. Úgy dönt, elhozza őket Kensesből, és saját lakhelyére, Californiába költözteti őket. Avanak itt van egy tengerparti háza, ahol együtt él legjobb barátnőjével, Susannahval, volt szerelmével, Johnnyval és egyik barátjával, Jayel. A gyerekek eleinte nehezen tudják feldolgozni szüleik elvesztését, és Ava lakótársainak is időre van szükségük, hogy megszokják az új helyzetet. A történet a nyári szünidőben játszódik, és a gyerekek mindennapjait, az új közösségbe való beilleszkedésüket, és a korral járó küzdelmeiket. Vajon sikerül a gyerekeknek elfelejteni a szüleikkel történt tragédiát, és Ava és Johnny tényleg egymásnak lettek teremtve...?

## Szereplők
| Színész(nő)         | Szerepnév        | Megjegyzés                                    | Magyar hangok |
| ------------------- | ---------------- | --------------------------------------------- | ------------- |
| Lori Loughlin       | Ava Gregory      | A gyerekek nagynénje                          | Agócs Judit   |
| Shawn Christian     | Johnny Durant    | Ava szerelme                                  | Bordás János  |
| Merrin Dungey       | Susannah Rexford | Ava barátnője és üzlettársa                   | Ősi Ildikó    |
| Ryan Kwanten        | Jay Robertson    | Avaék lakótársa                               | Moser Károly  |
| Jesse McCartney     | Bradin Westerly  | Ava egyik unokaöccse, Nikki és Derrick bátyja | Előd Botond   |
| Taylor Cole         | Erica Spalding   | Jay barátnője, Bradin szörfoktatója           | Nyírő Eszter  |
| Kay Panabaker       | Nikki Westerly   | Ava unokahúga, Bradin és Derrick testvére     | Talmács Márta |
| Nick Benson         | Derrick Westerly | Ava egyik unokaöccse, Bradin és Nikki öccse   | Penke Bence   |
| Zac Efron           | Cameron Bale     | Nikki barátja                                 | Előd Álmos    |
| Sara Paxton         | Sarah Borden     | Bradin egyik barátnője                        |               |
| Carmen Electra      | Mona             | Johnny barátnője                              | Hámori Eszter |
| Danielle Savre      | Callie           | Bradin egyik barátnője                        |               |
| Shelley Buckner     | Amber            | Nikki és Cameron barátnője                    |               |
| Tyler Patrick Jones | Chris            | Derrick barátja                               |               |

## Fordítás
- Ez a szócikk részben vagy egészben  a   Summerland (TV series) című angol Wikipédia-szócikk fordításán alapul.  Az eredeti cikk szerkesztőit annak laptörténete sorolja fel. Ez a jelzés csupán a megfogalmazás eredetét és a szerzői jogokat jelzi, nem szolgál a cikkben szereplő információk forrásmegjelöléseként.